# Sawako Yasumoto
Sawako Yasumoto (安本 紗和子 Yasumoto Sawako?,  6 de julio de 1990, Shizuoka) es una futbolista japonesa que juega como delantera para el Changnyeong WFC, de la WK League de Corea del Sur.
En 2010, Yasumoto jugó 2 veces para la selección femenina de fútbol de Japón.

## Trayectoria

### Clubes
| Club                  | País          | Año             |
| --------------------- | ------------- | --------------- |
| TEPCO Mareeze         | Japón         | ???? - 2011     |
| JEF United Chiba      | Japón         | 2011            |
| Mynavi Vegalta Sendai | Japón         | 2012 - 2020     |
| Suwon UDC             | Corea del Sur | 2021 - 2022     |
| Changnyeong WFC       | Corea del Sur | 2022 - presente |

### Selección nacional
| Selección | País  | Año  |
| --------- | ----- | ---- |
| Absoluta  | Japón | 2010 |

## Estadística de equipo nacional
| Selección femenina de fútbol de Japón | Selección femenina de fútbol de Japón | Selección femenina de fútbol de Japón |
| Año                                   | Partidos                              | Goles                                 |
| ------------------------------------- | ------------------------------------- | ------------------------------------- |
| 2010                                  | 2                                     | 0                                     |
| Total                                 | 2                                     | 0                                     |